# Rimlingen
Rimlingen ist ein Ortsteil der Gemeinde Losheim am See im Landkreis Merzig-Wadern (Saarland). 

## Geographie
Im Norden angrenzend an die Erhebung die Kupp und im Süden an den Hungerberg liegt im Tal des Dellbachs der Ortsteil Rimlingen. Der Ort befindet sich auf 290 m ü. NHN.

## Geschichte
Rimlingen ist zwischen 600 und 800 n. Chr. gegründet worden. Die erste urkundliche Erwähnung erfolgte im 11. Jahrhundert in einer Urkunde des Erzbischofs Albero von Trier.
Das damalige Rumeliga, später Roemlingen, war nach dem Dreißigjährigen Krieg komplett entvölkert. Eine Wiederbesiedlung erfolgte nur sehr langsam.
Das älteste Gebäude des Ortes ist der aus dem 12. Jahrhundert stammende unter Denkmalschutz stehende Kirchturm der Pfarrkirche Heilig Kreuz Rimlingen. 
Am 1. Januar 1974 wurde die bis dahin eigenständige Gemeinde Rimlingen in die Gemeinde Losheim eingegliedert.

### Einwohnerentwicklung
| Jahr | Einwohner |
| ---- | --------- |
| 1961 | 786       |
| 1970 | 933       |
| 1997 | 1.020     |
| 2010 | 977       |
| 2021 | 905       |

## Politik

### Ortsvorsteher
Ortsvorsteher ist Patrick Steuer (CDU).  

### Früheres Gemeindewappen
Das Wappen des Ortes ist viergeteilt. Im oberen rechten Viertel ist ein rotes Kreuz auf silbernem Grund dargestellt: das Wappen des früheren Kurfürstentums Trier. Links daneben ein silberner Bischofsstab auf rotem Grund. Rechts unten ist ein silberner Löwe auf schwarzem Grund zu sehen. Das letzte Viertel zeigt ein schwarzes Kreuz auf silbernem Grund.

## Persönlichkeiten
1996 bis 2003 war der heutige Trierer Weihbischof Jörg Michael Peters katholischer Pfarrer und ab 2001 auch Dechant in der Pfarrvikarie Rimlingen Kreuzauffindung.